# Raymond de Roover
Raymond de Roover (* 28. August 1904 in Antwerpen; † 18. März 1972 in Brooklyn), mit vollständigem Namen Raymond Adrien Marie de Roover, befasste sich mit dem ökonomischen Denken des Spätmittelalters und den daraus abgeleiteten Wirtschafts- und Handelstechniken, wie etwa dem Wechsel oder dem Kredit, aber auch den Strukturen der Florentiner Banken und Handelshäuser, wie denen der Peruzzi oder der Medici.

## Leben
Raymond de Roover arbeitete zunächst in einer Bank, dann in einem internationalen Seetransportunternehmen. Während dieser Zeit besuchte er häufig das Archiv in Brügge, um die Rechnungsbücher von Bankiers, Wechslern und Händlern des 14. und 15. Jahrhunderts zu untersuchen. Doch erst als er Henri Pirenne kennen lernte, wurde aus dem Autodidakten ein Historiker. Außerdem lernte er Florence Edler (1900–1987) kennen, die zu dieser Zeit die Stellung eines associate research der Medieval Academy of America bekleidete. Sie hatte bereits 1934 ein bis heute verbreitetes Nachschlagewerk, das Glossary of mediaeval terms of business. Italian series, 1200–1600 publiziert. Die beiden Wissenschaftler heirateten 1936 in London. De Roover gab seine Stellung auf und erhielt ein Stipendium an der Harvard Graduate School. Dort legte er Diplom, Master und Promotion in Wirtschaftsgeschichte ab und wurde 1940 Amerikaner.
Er lehrte an der Harvard University, der University of Chicago, dem Boston College und dem Brooklyn College an der City University of New York. Zudem war er 1949 Guggenheim Fellow. Dabei galt er neben Federigo Melis als einer der Besten im Fach. Er erkannte als erster, dass der Wechsel für die meisten international agierenden Banken die entscheidende Entwicklung war. Seine Frau entdeckte im Florentiner Archiv die geheimen Papiere der Medici-Bank, mit deren Hilfe de Roover seine Hypothesen stützen und vertiefen konnte, wie er in seiner Publikation ausführte. Dabei befasste er sich über die im engeren Sinne ökonomischen Techniken hinaus mit den gesellschaftlichen und theologischen Hintergründen, mit den Problemen der Zinserhebung vor dem Hintergrund des biblischen Zinsverbotes und mit den Geldtheorien des Spätmittelalters.
Als seine Hauptwerke gelten The Rise and Decline of the Medici Bank, 1397–1494 und Business, Banking, and Economic Thought in Late Medieval and Early Modern Europe von 1963 und – post mortem – 1974. Zusammen mit den Werken von Armando Sapori und Federigo Melis veränderten sie den Blick auf die spätmittelalterliche Geld-, Banken-, Kredit- und Handelswelt, und vor allem auf die weit reichenden Vorstellungen, auf denen diese als Kommerzielle Revolution des Mittelalters bezeichneten Vorgänge beruhten.
De Roover setzte sich dabei mit den wirtschaftlichen Organisationsformen, aber auch mit der ökonomischen Theorie der Scholastik auseinander. Dabei begnügte er sich nicht mit der Annahme, ihre Protagonisten seien nur Vorläufer der späteren Wirtschaftstheorien gewesen. Er erkannte die kreative Kraft, die die Dominanz der Kirche, etwa durch das Zinsverbot, ohne es zu wissen entfaltete. Dabei war einigen Kirchenmännern am Ende des 15. Jahrhunderts, wie etwa dem General des Dominikanerordens Thomas Cajetan (1469–1534), die Wechselwirkung zwischen Theologie und Ökonomie sehr bewusst. Neben theologischen Schriften publizierte er, wie De Roover darlegte, auch Schriften zum Tausch, oder eher zur Geldtheorie (De cambiis), zum Wucher und zu den Montes pietatis, die er aus ökonomischen Gründen strikt ablehnte.

## Werke (Auswahl)
- The Commercial Revolution of the Thirteenth Century, Diskussionsbeitrag zu N. S. B. Grass: Capitalism – Concept and History. In: Business History Review, Jg. 16 (1942), S. 34–39, Nachdruck 1962.
- Money, Banking and Credit in Medieval Bruges. Italian merchant-bankers, Lombards and money-changers. A study in the origins of banking. Mediaeval Academy of America, Cambridge, Mass. 1948.
- L’évolution de la lettre de change, 14e-18e siècles. Colin, Paris 1953.
- The Development of Accounting prior to Luca Pacioli According to the Account Books of Medieval Merchants. In: Ananias C. Littleton, Basil Selig Yamey (Hg.): Studies in the History of Accounting. Sweet & Maxwell, London 1956, S. 114–174; Nachdruck in: Business, Banking, and Economic Thought in Late Medieval and Early Modern Europe, hgg. von Julius Kirshner. University of Chicago Press, Chicago 1974, S. 119–180.
- The Concept of the Just Price: Theory and Economic Policy. In: The Journal of Economic History, Jg. 18 (1958), S. 418–434.
- The Rise and Decline of the Medici Bank, 1397-1494. Harvard University Press, Cambridge, Mass. 1963.
- San Bernardino of Siena and Sant’ Antonino of Florence. The two great economic thinkers of the Middle Ages. Baker Library, Harvard Graduate School of Business Administration, Boston 1967.
- La pensée économique des scolastiques. Doctrines et méthodes. Institut d’études médiévales, Montréal 1971.
- Business, Banking, and Economic Thought in Late Medieval and Early Modern Europe. Selected Studies of Raymond de Roover, hgg. v. Julius Kirshner. University of Chicago Press, Chicago 1974.